# Monte Wolfe

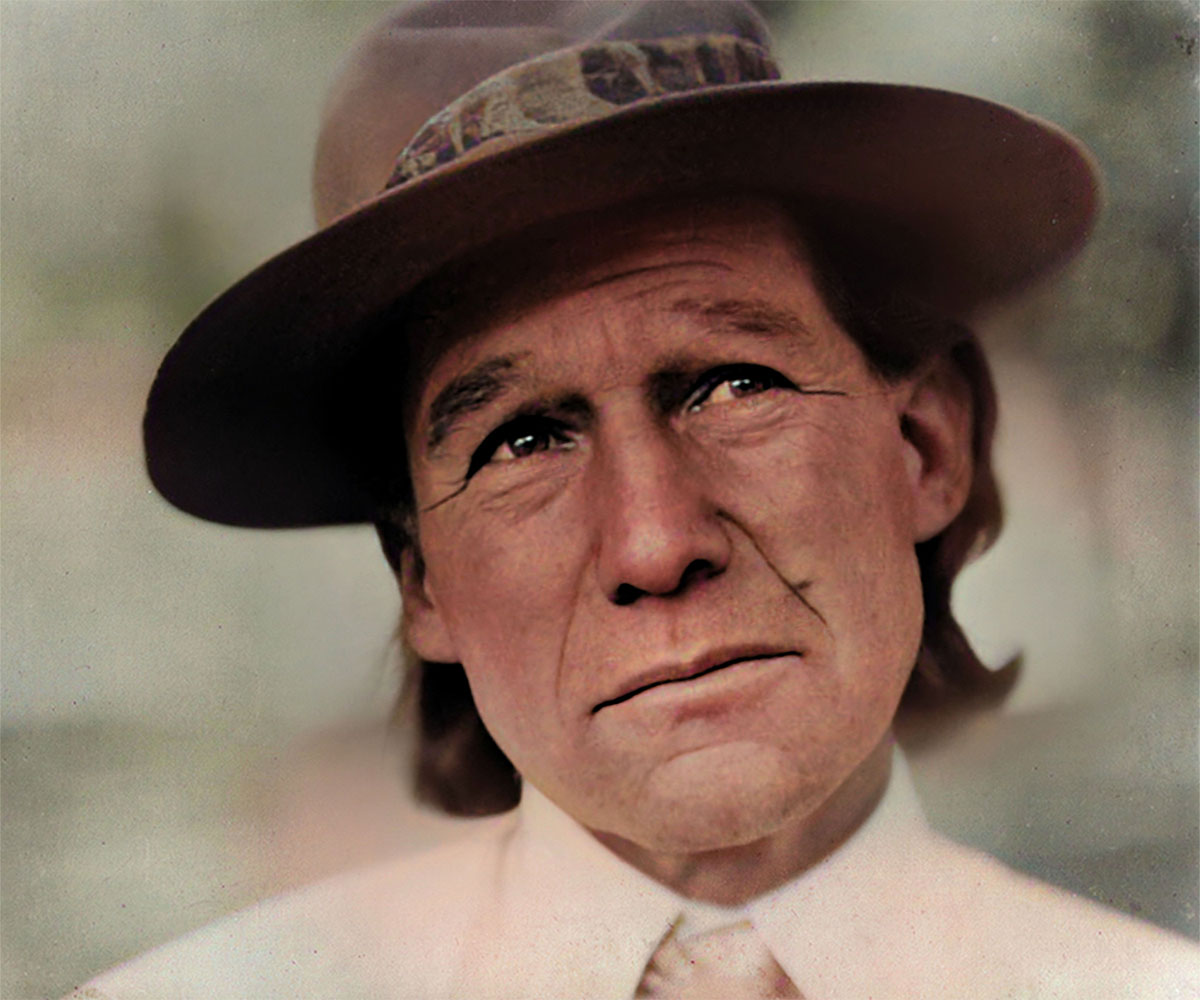
Monte Wolfe

Monte Wolfe, geboren als Archey Edwin Wright (North Dakota, 20 april 1886 – Alpine County?, ca. 20 april 1940), was een Amerikaans outlaw en mountain man. Na een leven als achtereenvolgens overvaller, soldaat, cowboy en prospector, trok hij zich in 1927 terug uit de samenleving en ging hij in de wildernis van Alpine County wonen. Hij bouwde er twee blokhutten. Hij leefde er grotendeels als kluizenaar, maar kreeg ook bezoek van vrienden en ging hen eveneens bezoeken. In 1940, vermoedelijk op 20 april, verdween hij spoorloos. Sindsdien is Monte Wolfe – de naam die Wright zichzelf voor het eerst gaf toen hij zich meldde voor dienstplicht – een lokale legende. Een van zijn twee blokhutten is gesloopt; het voortbestaan van de andere is een punt van discussie tussen de Forest Service, die het beschermde wildernisgebied vrij hoort te houden van bouwwerken, en mensen die het als erfgoed willen bewaren. Wolfe wordt gezien als de laatste mountain man van de Sierra Nevada. In het Alpine County Museum is een vaste tentoonstelling aan Wolfe gewijd.